# Metacyrba venusta
Espèce
Synonymes
- Parkella venusta Chickering, 1946
- Parkella fusca Chickering, 1946
- Dendryphantes franganilloi Caporiacco, 1955

Metacyrba venusta est une espèce d'araignées aranéomorphes de la famille des Salticidae.

## Distribution
Cette espèce se rencontre du Mexique au Venezuela.

## Description
Le mâle holotype mesure 4,16 mm.
La femelle, décrite comme holotype de Parkella fusca, mesure 5,38 mm.
Les mâles mesurent de 3,70 à 4,72 mm et les femelles de 4,44 à 6,11 mm.

## Systématique et taxinomie
Cette espèce a été décrite sous le protonyme Parkella venusta par Chickering en 1946. Elle est placée dans le genre Metacyrba par Edwards en 2006.
Parkella fusca et Dendryphantes franganilloi ont été placées en synonymie par Edwards en 2006.

## Publication originale
- Chickering, 1946 : « The Salticidae of Panama. » Bulletin of the Museum of Comparative Zoology, vol. 97, p. 1-474 (texte intégral).